# Canton de Marciac
Le canton de Marciac est une ancienne division administrative française située dans le département du Gers et la région Midi-Pyrénées.

## Géographie
Ce canton était organisé autour de Marciac dans l'arrondissement de Mirande. Son altitude variait de 134 m (Ladevèze-Rivière) à 342 m (Troncens) pour une altitude moyenne de 197 m.

## Composition
Le canton de Marciac regroupait dix-neuf communes et comptait 3 497 habitants (population municipale) au 1er janvier 2012.
| Communes            | Population (2012) | Code postal | Code Insee |
| ------------------- | ----------------- | ----------- | ---------- |
| Armentieux          | 76                | 32230       | 32008      |
| Beccas              | 83                | 32730       | 32039      |
| Blousson-Sérian     | 50                | 32230       | 32058      |
| Cazaux-Villecomtal  | 83                | 32230       | 32099      |
| Juillac             | 121               | 32230       | 32164      |
| Ladevèze-Rivière    | 223               | 32230       | 32174      |
| Ladevèze-Ville      | 249               | 32230       | 32175      |
| Laveraët            | 104               | 32230       | 32205      |
| Marciac             | 1 160             | 32230       | 32233      |
| Monlezun            | 189               | 32230       | 32273      |
| Monpardiac          | 33                | 32170       | 32275      |
| Pallanne            | 66                | 32230       | 32303      |
| Ricourt             | 66                | 32230       | 32342      |
| Saint-Justin        | 139               | 32230       | 32383      |
| Scieurac-et-Flourès | 50                | 32230       | 32422      |
| Sembouès            | 56                | 32230       | 32427      |
| Tillac              | 295               | 32170       | 32446      |
| Tourdun             | 105               | 32230       | 32450      |
| Troncens            | 199               | 32230       | 32455      |

## Représentation

### Conseillers généraux de 1833 à 2015
| Période | Période      | Identité                                               | Étiquette     | Qualité                                                                                          |
| ------- | ------------ | ------------------------------------------------------ | ------------- | ------------------------------------------------------------------------------------------------ |
| 1833    | 1848         | Jean Marie Joseph Abeilhé (1787-1863)                  |               | Président du Tribunal civil de Mirande Propriétaire à Marciac                                    |
| 1848    | 1852         | Henri Nabos de Saint-Martin                            | Républicain   | Propriétaire Maire de Marciac (2 fois destitué)                                                  |
| 1852    | 1864         | Jean-Pierre Bacqué                                     | Républicain   | Juge de paix à Plaisance                                                                         |
| 1864    | 1880 (décès) | Félix d'Aran d'Audiracq de Scieurac (1814-1880)        | Bonapartiste  | Propriétaire du château et maire de Tillac                                                       |
| 1880    | 1886         | Clément Cols                                           | Bonapartiste  | Propriétaire, maire de Marciac (1904-1908)                                                       |
| 1886    | 1892 (décès) | Clément Luro (1843-1892)                               | Républicain   | Maire de Blousson-Sérian                                                                         |
| 1892    | 1898         | Fernand Laudet (neveu de Félix d'Audiracq de Scieurac) | Républicain   | Diplomate Maire de Ladevèze-Rivière                                                              |
| 1898    | 1908 (décès) | Pierre Joseph Rigaud (1862-1908)                       | Républicain   | Notaire Maire de Marciac (1900-1904)                                                             |
| 1908    | 1910         | Jules Luro (1880-1957)                                 | Républicain   | Magistrat, propriétaire à Blousson-Sérian                                                        |
| 1910    | 1919         | Georges Pierre Gabriel Luro                            | Républicain   | Propriétaire terrien, maire de Blousson-Sérian                                                   |
| 1919    | 1937         | Henri Guichard                                         | Rad.          | Médecin Maire de Marciac (1929-1935)                                                             |
| 1937    | 1940 (décès) | Paul Saint-Martin                                      | SFIO          | Instituteur, secrétaire de la fédération socialiste du Gers Député (1936-1940)                   |
|         |              |                                                        |               |                                                                                                  |
| 1943    | 1945         | Jean-François Salles                                   | Rad.          | Conseiller d'arrondissement, maire de Marciac (1937-1944) Nommé conseiller départemental en 1943 |
|         |              |                                                        |               |                                                                                                  |
| 1945    | 1951         | Alcide Ancillon (1889-1965)                            | SFIO          | Vétérinaire Maire de Marciac (1945-1946)                                                         |
| 1951    | 1958         | Louis Maupeu                                           | DVD           | Médecin à Marciac                                                                                |
| 1958    | 1964         | Alexandre Furcatte (1924-2002)                         | SFIO          | Maire de Marciac (1946-1948)                                                                     |
| 1964    | 1982         | Camille Laffitte                                       | PCF           | Maire de Ladevèze-Rivière                                                                        |
| 1982    | 2015         | Francis Daguzan                                        | Apparenté PCF | Agriculteur Maire de Troncens depuis 1977 Vice-Président du Conseil Général                      |

### Conseillers d'arrondissement (de 1833 à 1940)
| Période                                  | Période | Identité                      | Étiquette          | Qualité |
| ---------------------------------------- | ------- | ----------------------------- | ------------------ | --- |
| 1833                                     | 1848    | Antoine Marie Clément Carrère |                    | Médecin à Marciac                                                                                           |
|                                          |         |                               |                    | |
| 1883                                     | 1901    | Henri Carrère                 | Droite légitimiste | Avocat à Marciac                                                                                            |
| 1901                                     |         | Maurice Cassagne              | Républicain        | Conseiller municipal de Marciac                                                                             |
|                                          |         |                               |                    | |
|                                          |         | Georges Luro                  | Radical            | Agriculteur, maire de Blousson-Sérian                                                                       |
|                                          | 1940    | Jean-François Salles          | Radical            | Maire de Marciac                                                                                            |
| 1940                                     |         |                               |                    | Les conseils d'arrondissement ont été suspendus par la loi du 12 octobre 1940 et n'ont jamais été réactivés |
| Les données manquantes sont à compléter. |         |                               |                    | |

## Démographie
| 1962  | 1968  | 1975  | 1982  | 1990  | 1999  | 2006  | 2011  | 2012  |
| ----- | ----- | ----- | ----- | ----- | ----- | ----- | ----- | ----- |
| 3 677 | 3 637 | 3 482 | 3 481 | 3 471 | 3 347 | 3 421 | 3 498 | 3 497 |